# 韦恩德
韦恩德（德語：Wehnde）是德国图林根州的市镇，隶属于艾希斯费尔德县。总面积为9.7平方千米，截至2023年12月31日总人口为382人。